# Lepidobotryaceae
Lepidobotryaceae là một họ thực vật hạt kín thuộc bộ Celastrales. Họ này chỉ chứa 2 chi với khoảng 2-3 loài, bao gồm Lepidobotrys staudtii ở Tây Phi và Ruptiliocarpon caracolito ở Trung và Nam Mỹ, thưa thớt, tới khu vực Peru.

## Miêu tả
Họ Lepidobotryaceae là các loài cây gỗ có hoa đơn tính khác gốc. Lá mọc so le và sắp xếp thành 2 hàng dọc theo thân cây. Phiến lá hình elíp và mép lá nguyên. Lá xuất hiện như là lá đơn nhưng thực tế là dạng một lá. Lá dạng một lá là một kiểu của lá kép nhưng chỉ bao gồm 1 lá chét đơn lẻ mọc ở phần tận cùng của cuống lá. Tại đây có một khớp nối để lá chét gắn vào cuống lá. Ở họ Lepidobotryaceae, khớp nối này mang một lá kèm con (lá kèm thứ cấp) đơn lẻ thuôn dài và tại đó lại có một cặp lá kèm nhỏ, tại đó cuống lá gắn vào thân cây. Sau khi ra lá thì lá kèm con và các lá kèm nhanh chóng rụng đi.
Hoa mọc thành các cụm hoa nhỏ dạng chùm hoa, đối diện với lá. Chúng nhỏ, có màu ánh xanh lục với 5 lá đài và 5 cánh hoa. Các lá đài và cánh hoa là tương tự về kích thước và bề ngoài, rời nhau hay hơi hợp tại gốc. Trong chồi hoa thì các lá đài được sắp xếp thành dạng nanh sấu. Nó có nghĩa là 2 ở trong, 2 ở ngoài và một trong số chúng có 1 mép lộ ra còn mép kia bị che phủ. Đĩa mật dày cùi thịt ở chi Lepidobotrys, nhưng phát triển thành ống ở Ruptiliocarpon. Các nhị hoa mọc thành 2 vòng, mỗi vòng 5 nhị, một vòng ngoài đối diện với các lá đài còn vòng trong đối diện với các cánh hoa. Các nhị vòng ngoài dài hơn các nhị vòng trong. Chỉ nhị hợp tại gốc, ngắn ở Lepidobotrys, nhưng tạo thành phần mở rộng của tuyến mật dạng ống ở Ruptiliocarpon. Phấn hoa được sinh ra trong 4 túi trên mỗi bao phấn. Đầu nhụy thuôn dài, xuất hiện như là các vòi nhụy giả.
Bầu nhụynằm bên trong hoa, hơn là phá dưới. Nó có 2 hay 3 ngăn, với 2 noãn mỗi ngăn. Các noãn đính vào phần chia tách các ngăn, gần đỉnh. Quả là quả nang với 1 (hiếm khi 2) hạt. Hạt màu đen và một phần che phủ bởi áo hạt màu da cam.
Năm 2000, một phân tích DNA về thực vật hai lá mầm thật sự dựa vào trình tự gen rbcL chỉ ra rằng các họ Lepidobotryaceae, Parnassiaceae và Celastraceae tạo thành một nhánh được hỗ trợ mạnh. Các tác giả khuyến cáo rằng ba họ này nên gộp trong bộ Celastrales. Kết quả này được hỗ trợ mạnh trong các nghiên cứu muộn hơn.
Các họ mà chi Lepidobotrys đã từng hay được đặt vào là Linaceae và Oxalidaceae, hiện nay được đặt tương ứng trong các bộ Malpighiales và Oxalidales, đều có họ hàng gần với bộ Celastrales. Các bộ Celastrales, Oxalidales, Malpighiales cùng với họ Huaceae tạo thành một nhóm gọi là nhánh COM trong Rosids.